# Стилуэлл, Джозеф Уоррен
Джозеф Уоррен Стилуэлл (англ. Joseph Warren Stilwell; 19 марта 1883 — 12 октября 1946) — четырёхзвёздный генерал армии США, участник Второй мировой войны.

## Молодые годы
Стилуэлл родился 19 марта 1883 года в небольшом городке Палатка (округ Патнам, штат Флорида), в семье переселенцев из северных штатов. Его родителями были врач Бенджамин Стилуэлл и его жена Мэри Пини. В 1638 году его далёкие предки прибыли из Англии в Америку, и их потомки жили в Нью-Йорке вплоть до рождения отца Джозефа Стилуэлла; сам Джозеф был уже представителем восьмого поколения, жившего на американской земле. Джозеф (которого в семье называли Уорреном) вырос в Нью-Йорке под строгим присмотром своего отца, уделявшего большое внимание религии. Впоследствии Стилуэлл признавался дочери, что то, что его заставляли ходить в церковь и воскресную школу и видеть, как мало на самом деле религия приносит хорошего, привело его к мысли о том, что нужно отбросить всю эту шелуху и использовать вместо этого здравый смысл.
Стилуэлл аккуратно учился в Высшей школе Йонкерса, однако после получения диплома, оказавшись без присмотра отца, он тут же проявил свой бунтарский характер, сколотив группу друзей, занимавшихся различными совместными проделками — от карточной игры до воровства десертов с бала старшекурсников 1900 года. Последнее дело привело к драке, в которой получил удар один из школьных чиновников, и дело закончилось наказаниями и отчислениями всей компании. Так как Стилуэлл к тому времени уже имел диплом, то, по совету отца, его отправили в Военную академию США в Вест-Пойнте, а не в Йельский университет, как планировалось изначально. Несмотря на то, что срок получения рекомендаций в Академию от членов конгресса к тому моменту уже истёк, Стилуэлл всё-таки был зачислен из-за связей семьи, благодаря которым удалось выйти на самого президента Мак-Кинли.
Свой первый год в Академии Стилуэлл впоследствии охарактеризовал как «ад» из-за царившей там дедовщины, в рамках которой он подвергался унижениям как новобранец. В Академии Стилуэлл продемонстрировал хорошие способности к изучению иностранных языков, в особенности французского, по которому он на втором году обучения оказался первым в своей группе. В области спорта Стилуэллу приписывают появление в Академии баскетбола; также он принимал участие в кроссах по пересечённой местности и в играх в американский футбол. Стилуэлл окончил Академию, будучи в итоговом списке 32-м из 124 кадетов.

## Военная карьера
По окончании учёбы Стилуэлл стал преподавать в Академии, и прошёл повышение квалификации в Командно-штабной школе в Форт-Ливенуорте (округ Ливенуорт, штат Канзас).
Во время Первой мировой войны Стилуэлл был офицером разведки 4-го корпуса армии США, и принимал участие в планировании Сен-Миельского наступления. За службу во Франции он был удостоен медали «За выдающиеся заслуги».
Известным прозвищем Стилуэлла было «Уксусный Джо». Получил он его во время службы в Форт-Беннинге (штат Джорджия). На полевых учениях Стилуэлл часто отпускал грубые комментарии, и подчинённые, страдая от его едких замечаний, как-то раз нарисовали на него карикатуру, на которой он вылезал из бутылки с уксусом. Обнаружив карикатуру, Стилуэлл приколол её на стену, сфотографировал и разослал друзьям. Ещё одним показателем его отношения к жизни был помещённый на его столе лозунг «Illegitimi non carborundum», что можно перевести с псевдолатыни как «Не позволять ублюдкам садиться на шею».
В межвоенный период Стилуэлл трижды побывал в Китае, где научился бегло говорить по-китайски, а с 1935 по 1938 годы был военным атташе при дипломатической миссии США в Пекине. В 1939—1940 годах он служил во 2-й пехотной дивизии, а в 1940—1941 создал и подготовил 7-ю пехотную дивизию в Форт-Орде (штат Калифорния).
Перед вступлением США во Вторую мировую войну Стилуэлл был признан лучшим командиром корпуса в армии США, и был первоначально избран для подготовки и проведения высадки Союзников в Северной Африке. Однако когда оказалось необходимым для предотвращения выхода Китая из войны отправить туда офицера высокого ранга, выбор президента Рузвельта и председателя Объединённого комитета начальников штабов Маршалла пал именно на Стилуэлла. Он стал начальником штаба генералиссимуса Чан Кайши, командующим Китайско-Индийско-Бирманским театром военных действий, отвечающим за поставки в Китай по системе ленд-лиза, а позднее — заместителем командующего Юго-Восточно-Азиатским командованием. Несмотря на свой статус и положение в Китае, он быстро оказался впутан в конфликты, связанные с американской помощью США и китайским политическим сепаратизмом.

## Бирма
Театр военных действий, доставшийся Стилуэллу, был сравним по размерам с теми, что получили Дуайт Эйзенхауэр и Дуглас Макартур, но его назначение осложнялось двумя обстоятельствами: необходимостью тонкого политического балансирования, и низким приоритетом ТВД с точки зрения снабжения и подкреплений. Британские и китайские части были плохо экипированы, и оказывались постоянно биты японцами. В частности, генералиссимус Чан Кайши, командовавший вооружёнными силами Китайской республики, был заинтересован в сохранении своих войск и американской помощи для отражения неожиданного японского наступления и для использования их против коммунистов в неизбежной дальнейшей гражданской войне. Подозрительность генералиссимуса усилилась после наблюдения за катастрофическими результатами действий союзников против Японии в Бирме. Воюя с японцами уже пять лет, китайцы считали, что пришла пора Союзникам принять в войне более активное участие.
Первым шагом Стилуэлла стала попытка реформирования китайской армии. Эти реформы нарушали хрупкий баланс политических и военных союзов в Китае, благодаря которым генералиссимус оставался у власти. Реформа армии означала устранение людей, поддерживающих Чан Кайши в качестве главнокомандующего. Хотя Чан и предоставил Стилуэллу полную техническую свободу в командовании некоторыми китайскими соединениями, в то же время он опасался, что эти части, руководимые американцами, станут новой независимой силой, находящейся вне его контроля. Начиная с 1942 года представители китайского командования препятствовали использованию китайских частей в Бирме с целью, как они полагали, возвращения её в британскую колониальную империю. Чан принял сторону генерала Клэра Шеннолта, предложившего воевать с японцами ограниченным количеством китайских войск, поддерживаемых авиацией. Расхождение в подходах к ведению войны привело Стилвелла и Шеннолта к соперничеству за поставки по ленд-лизу, получаемые из Британской Индии через Гималаи — препятствие, которое прозвали «Горбом». Джордж Маршалл в своём двухгодичном отчёте, описывающем период с 1 июля 1943 года по 30 июня 1945 года, признал, что он дал Стилуэллу «одно из труднейших назначений» среди всех командующих ТВД.
Стилуэлл прибыл в Бирму как раз в момент краха обороны страны, что сразу перерезало линии снабжения Китая; он лично вывел из Бирмы в индийский штат Ассам штабную колонну из 117 человек: сначала на машинах, потом на рыбацких лодках, а последнюю часть пути — 20 миль по кишевшему змеями субтропическому лесу — люди проделали пешком, шагая «походкой Стилуэлла», составлявшей 105 шагов в минуту. В Индии Стилуэлл вскоре прославился своим пренебрежением к условностям. Его отличительными признаками стали стандартная форма без знаков различия, и винтовка вместо пистолета.
Переход Стилуэлла из Бирмы в Индию стал легендой, которую наперебой воспевала американская пресса. Однако его уничижительные высказывания относительно небоеспособности «войск англиков», которые часто повторялись его подчинёнными, не находили положительного отклика у представителей Великобритании и стран Британского Содружества.
После того, как японцы оккупировали Бирму, Китай оказался отрезанным от ленд-лиза, если не считать рискованных перелётов транспортных самолётов через «Горб». Ещё раньше Рузвельт дал американским войскам на прочих театрах военных действий более высокий приоритет в вопросах снабжения. С закрытием Бирманской дороги стало ясно, что даже простое восполнение китайских военных потерь станет чрезвычайно трудной задачей. Поэтому первоочередной задачей Союзников стало сохранение Китая в войне против Японии за счёт организации линии снабжения.
Считая, что китайский солдат ничуть не хуже солдата любой другой нации, если о нём нормально заботиться и дать ему достойного командира, Стилуэлл организовал в Индии две китайские дивизии, составленные из солдат, отступивших туда из Бирмы. Первоначальной целью Стилуэлла была организация наступления в Северной Бирме для установления сухопутной связи с Китаем, что позволило бы организовать снабжение китайской армии, которая после реорганизации и модернизации оказалась бы способной разбить японцев. Стилуэлл аргументировал свою точку зрения тем, что в тот момент Индийско-Бирманско-Китайский ТВД был единственным районом, в котором у Союзников была возможность бросить превосходящие силы против общего врага. К сожалению, единственным путём снабжения, ведущим из США в Китай через Британскую Индию, оставался воздушный мост через «Горб», пропускной способности которого едва хватало для поддержки воздушных операций Шеннолта и некоторого возмещения китайских военных потерь. Кроме того, снабжение, критичное для данного ТВД, постоянно перенаправлялось для погашения различных кризисов в других регионах. В результате большинство командующих Союзников в Индии (за исключением Уингейта с его чиндитами) сосредоточились исключительно на оборонительных мероприятиях. Во время пребывания в Индии Стилуэлл окончательно разочаровался в английских войсках, и не стеснялся отпускать резкие замечания по поводу того, что ему казалось трусливым поведением.

### Разногласия с Чан Кайши и другими командующими союзников

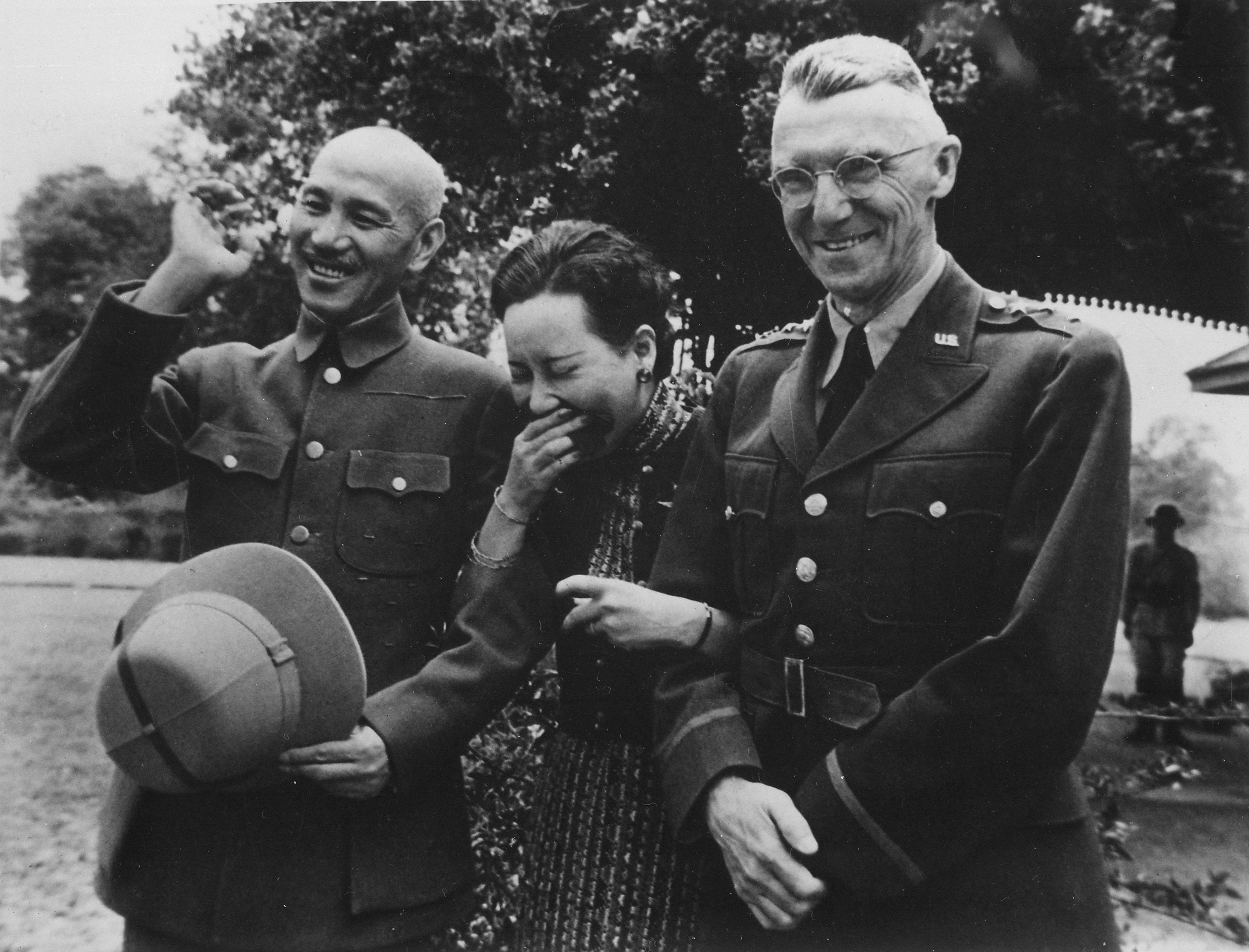
Чан Кайши, Сун Мэйлин и Стилуэлл

После того, как Стилуэлл бросил в Бирме китайские войска и бежал в Индию, Чан Кайши, посчитавший это дезертирством, начал сомневаться в способностях Стилуэлла как командующего. Однако вместо открытого конфликта с генералом, или сообщения о своих сомнениях Рузвельту и Маршаллу, когда те, после катастрофы в Бирме, запросили мнение Чана о способностях Стилуэлла, он выразил генералу «полное доверие и поддержу», в то же время отменяя некоторые приказы Стилуэлла войскам, подчинявшимся тому как начальнику штаба. Возмущённый Стилуэлл стал называть Чан Кайши в своих посланиях в Вашингтон «земляным орехом», в то время как Чан Кайши постоянно выражал американским эмиссарам своё неудовольствие поступками Стилуэлла. Стилуэлл давил на китайцев и англичан, требуя немедленных действий в Бирме, но Чан Кайши требовал для наступления столь огромное количество военных материалов, что их невозможно было доставить, а англичане не давали войск, опираясь на стратегию Черчилля «Первой — Европа». В итоге Стилуэлл начал открыто писать Рузвельту, что Чан Кайши копит американскую военную помощь для послевоенной схватки с Мао Цзэдуном, хотя на самом деле 98 % поступавшего шло прямиком в базировавшуюся на территории Китая 14-ю воздушную армию США.
Стилуэлл также постоянно конфликтовал с фельдмаршалом Арчибальдом Уэйвеллом, и в итоге пришёл к убеждению, что англичане в Индии больше заботятся о защите своих колониальных владений, чем о помощи Китаю в войне против Японии. В августе 1943 года из-за постоянной вражды между командующими Союзников, а также из-за отсутствия возможности единой стратегии, Объединённый комитет начальников штабов разделил Индийско-Китайско-Бирманский театр военных действий на отдельные Китайский ТВД и Юго-Восточно-Азиатский ТВД.
Стилуэлла также возмущала коррупция, насквозь пронизывавшая режим Чан Кайши. Постепенно уверенность Стилуэлла в коррумпированности и некомпетентности генералиссимуса и его генералов достигла такой степени, что он предложил вообще прекратить в Китай поставки по ленд-лизу. Он даже приказал офицерам УСС разработать примерный план убийства Чан Кайши, после того, как услышал про случайное замечание Рузвельта о том, что в случае падения Чан Кайши от руки внутреннего или внешнего врага, стоило бы подыскать ему замену для того, чтобы Китай продолжал воевать с Японией.

### Наступление на Мьичину и его итоги
После образования в августе 1943 года Юго-Восточно-Азиатского командования Союзников его возглавил вице-адмирал Луис Маунтбеттен, а Стилуэлл стал его заместителем. 21 декабря 1943 года Стилуэлл получил прямой контроль над планированием наступления в Северную Бирму, которое должно было завершиться взятием удерживаемого японцами города Мьичина. Пока велась подготовка — генералу Фрэнку Мерриллу было поручено отправить его «Мародёров» в дальний рейд сквозь джунгли для перерезания японских коммуникаций. Рейд начался в феврале 1944 года.
В апреле 1944 года началось решающее наступление на Мьичину. План Стилуэлла состоял в том, что «Группировка Икс», состоящая из китайских солдат в Индии, войдёт в Бирму с Севера, а «Группировка Игрек», состоящая из китайских войск в процинции Юньнань, войдёт в Бирму с востока, в результате чего Бирманская дорога окажется в руках Союзников. К тому моменту, когда остатки «Мародёров», после двух месяцев боёв в джунглях, соединились с «Группировкой Икс», они понесли существенные потери; среди «Мародёров» крепло убеждение в том, что Стилвелл рассматривал их лишь в качестве пушечного мяса.
17 мая 1944 года 1.310 оставшихся в живых «мародёров» вместе с двумя китайскими полками, сопровождаемыми небольшой группой артиллерии, атаковали аэропорт Мьичины. Аэропорт был быстро взят, но город, который, согласно данным разведки Стилуэлла, был защищён довольно слабо, на самом деле оказался занят большим количеством хорошо экипированных японских войск, которые быстро получили подкрепления. Первоначальная атака города двумя китайскими полками была отбита с большими потерями для атакующих. У «мародёров» не было достаточно живой силы для того, чтобы атаковать город, а к тому времени, когда прибыли дополнительные китайские силы и заняли позиции для атаки, в городе уже было 4.600 японских солдат, готовых защищать его до последней капли крови.
Во время осады Мьичины, проходившей в разгар сезона дождей, командующие «мародёрами» настойчиво рекомендовали начальству отвести их в тыл для отдыха и восстановления, ибо к тому времени большинство военнослужащих страдали от лихорадки и дизентерии, что вынуждало их вырезать сзади из штанов куски ткани, дабы в бою стрелять и облегчаться одновременно. Однако Стилуэлл отверг просьбы об эвакуации, хотя и посетил линию фронта лично. После инспекции он приказал медицинскому персоналу прекратить отправлять больных в санчасти и вернуть их на фронт, выдав им средства от лихорадки. Чувства «мародёров» по отношению к Стилуэллу хорошо видны в тогдашнем высказывании одного солдата: «Он [Стилуэлл] был у меня на мушке. Я мог бы нажать — и никто бы не доказал, что это не джап убрал этого сукиного сына». Также Стилуэлл приказал, чтобы назначенные его штабом инспектора осмотрели «мародёров» в госпиталях; штабные инспектора признали большинство солдат годными к службе и отправили их на фронт, но фронтовой медперсонал немедленно отправлял их с фронта вновь в госпитали.
В боях за Мьичину японцы сопротивлялись яростно, сражаясь до последнего человека. В результате Мьичина пала лишь 14 августа 1944 года, когда Стилуэлл был вынужден бросить в бой многотысячные китайские подкрепления. Позднее Стилуэлл возложил вину за длительность осады на британских союзников, которые, согласно его версии, не предоставили ему всей должной помощи.
Через неделю после падения Мьичины отряд «Мародёры», в котором осталось лишь 130 человек из первоначальной численности 2.997, был распущен.

## Конфликт с генералом Шеннолтом
Конфликт между генералами Джозефом Стилуэллом и Клэром Шеннолтом (командиром знаменитых «Летающих тигров») был одним из самых крупных конфликтов войны. Будучи советником при китайских ВВС, Шеннолт предложил устроить в Китае в 1943 году ограниченное авиационное наступление, используя серию передовых авиабаз. Стилуэлл считал, что нельзя начинать никаких воздушных кампаний, пока не будут созданы хорошо укреплённые авиабазы, защищаемые большими силами пехоты. Стилуэлл полагал, что все авиаресурсы должны быть направлены к нему в Индию для как можно более быстрого освобождения Северной Бирмы.
Следуя советам Шеннолта, Чан Кайши отверг предложения Стилуэлла; британские командующие поддержали Шеннолта, полагая, что с наличными силами они будут неспособны организовать в 1943 году скоординированное наступление Союзников в Бирме. Летом 1943 года штаб Стилуэлла сконцентрировался на планах подготовки китайской армии к наступлению в Северной Бирме, несмотря на требования Чан Кайши о поддержке воздушных операций Шеннолта. Стилуэлл верил, что пробив линию снабжения сквозь Северную Бирму благодаря мощному сухопутному наступлению, он сможет подготовить и вооружить современным оружием тридцать китайских дивизий.
В 1944 году японцы провели контранступление, быстро уничтожив передовые авиабазы Шеннолта и, тем самым, частично подтвердив правоту Стилвелла. Однако к тому времени резко возросло количество грузов, перебрасываемых ежемесячно по авиамосту через «Горб», и Шеннолт не видел острой необходимости в открытии сухопутного пути через Северную Бирму. Однако на этот раз, получив дополнительные силы и беспокоясь за подступы к Индии, английские военачальники поддержали Стилуэлла.
Весной 1944 года войска Стилуэлла, в координации с китайскими силами из провинции Юньнань, возглавляемыми генералом Вэй Лихуаном, начали наступление в Бирму. После тяжёлых боёв, понеся огромные потери две «клешни» сомкнулись в январе 1945 года. Стратегия Стилуэлла оставалась прежней: открытие сухопутной линии снабжения из Индии в Китай позволит Союзникам вооружить новые китайские дивизии, которые можно будет использовать против Японии. Новая дорога, названная «Дорога Ледо», должна была позволить перевозить 65.000 тонн грузов в месяц. Опираясь на эти цифры Стилуэлл утверждал, что новая дорога позволит резко увеличить грузопоток по сравнению с воздушным мостом через «Горб», однако Шеннолт сомневался, что столь длинная наземная трасса, идущая сквозь горы и джунгли, сможет по пропускной способности хотя бы приблизиться к авиамосту, обслуживаемому современными транспортными самолётами. Строительство Дороги Ледо шло медленно, и до соединения фронтов в январе 1945 года она не была закончена.
В итоге план Стилуэлла по подготовке тридцати китайских дивизий так и не был полностью реализован. Как и предсказывал Шеннолт, тоннаж грузов, перевозимых по сухопутному маршруту, и близко не достигал тоннажа, перебрасываемого по воздушному мосту через «Горб» — к примеру, в июле 1945 года по воздушному мосту было доставлено 71.000 тонн грузов, в то время как по Дороге Ледо — только 6.000. К тому времени, когда грузопоток по Дороге Ледо достиг заметных цифр, операции на других фронтах уже изменили всю военную ситуацию. В знак признания заслуг Стилуэлла, впоследствии Чан Кайши переименовал «Дорогу Ледо» в «Дорогу Стилуэлла».

## Отзыв из Китая
Видя крушение китайского фронта в результате проведённой японцами операции «Ити-Го», Стилвелл решил воспользоваться ситуацией для получения полного контроля над китайскими вооружёнными силами, и сумел через Маршалла сделать так, что Рузвельт отправил Чан Кайши ультиматум, угрожавший прекратить американскую помощь Китаю, если Чан Кайши «немедленно» не предоставит Стилуэллу неограниченный контроль над всеми китайскими войсками. Возбуждённый Стилуэлл немедленно передал это письмо Чан Кайши, несмотря на предупреждение специального посланника президента Патрика Хэрли, рекомендовавшего отложить вручение письма и поработать над заключением соглашения, обеспечившего бы назначение Стилуэлла в более приемлемой для китайцев манере. И действительно, посчитав этот шаг наглым унижением Китая, Чан Кайши дал официальный ответ, потребовав немедленной замены Стилуэлла «на любого другого компетентного американского генерала».
19 октября 1944 года Стилуэлл был отозван со своего поста президентом Франклином Д.Рузвельтом. Частично из-за больших потерь, понесённых войсками под его командованием в Бирме, частично из-за трений с китайским и английским командованием возвращение Стилуэлла в США не сопровождалось обычными в таких случаях церемониями. По прибытии он был встречен в аэропорту двумя генералами, которые предупредили его, что он не должен отвечать ни на какие вопросы прессы относительно Китая.
Стилуэлл был заменён генералом Альбертом Ведемейером, который 27 октября 1944 года получил телеграмму от Маршалла, приказывавшую ему отбыть в Китай и заменить Стилуэлла на посту командующего Китайским театром военных действий. Когда Ведемейер прибыл в бывшую штаб-квартиру Стилуэлла, то был обескуражен тем, что Стилуэлл намеренно уехал без встречи с ним, и при этом не оставил ни единого клочка бумаги с инструкциями. Обыскав офис, Ведемейер не смог обнаружить никаких записей о планах или информации о прошедших и будущих операциях. Потом Ведемейер пообщался с офицерами из штаба Стилуэлла, и узнал от них, что Стилуэлл «всегда носил всё в заднем кармане брюк».

## Последующие назначения
Несмотря на вопросы прессы, Стилуэлл никогда не жаловался ни на Вашингтон, ни на Чан Кайши. Позднее он возглавил Сухопутные войска Армии (Army Ground Forces), командовал 10-й армией во время завершающих этапов битвы за Окинаву, был командующим 6-й армией.
В ноябре 1945 года он был назначен главой комиссии по выработке рекомендаций о модернизации армии в свете опыта войны.
Стилуэлл умер от рака желудка 12 октября 1946 года в Президио (Сан-Франциско). Его прах был развеян над Тихим Океаном, а кенотаф помещён на кладбище Вест-Пойнта.

## Награды Джозефа Стилуэлла
- крест «За выдающиеся заслуги»
- медаль «За выдающиеся заслуги» с дубовыми листьями
- орден «Легион почёта», легионер
- Бронзовая звезда
- медаль «За филиппинскую кампанию»
- медаль «За Мексиканскую экспедицию»
- медаль Победы в Первой мировой войне
- Памятная медаль обороны Америки
- медаль «За Азиатско-тихоокеанскую кампанию»
- Медаль Победы во Второй мировой войне
- Значок боевого пехотинца
- орден Синего неба и белого солнца (Китай)
- медаль Солидароности (Панама)
- орден Почётного легиона, кавалер (Франция)

## Воинские звания
- 4.5.1939 — бригадный генерал (постоянное звание)
- 1.10.1940 — генерал-майор (временное звание)
- 25.2.1942 — генерал-лейтенант (временное звание)
- 1.8.1944 — генерал (временное звание)